# 伊纳尔奇
伊纳尔奇，是匈牙利佩斯州所辖的一个村。总面积22.53平方公里，总人口4483，人口密度199.0人/平方公里（2011年1月1日）。